# Eugenia lempana
Eugenia lempana är en myrtenväxtart som beskrevs av Barrie. Eugenia lempana ingår i släktet Eugenia och familjen myrtenväxter.
Artens utbredningsområde är Honduras. Inga underarter finns listade i Catalogue of Life.